# 電波子2〜28号
電波子2〜28号（でんぱこにからにじゅうはちごう）は、日本テレビの番組「進め!電波少年」の企画で初代・電波子の妹分として誕生した27人で構成されるグループ。

## メンバー
電波子2号
1999年に山下透に見入られmegue（メグゥ）名義でシンガーデビューした。
電波子6号
メンバー唯一の小学生。土屋敏男が総合演出を手掛けたテレビドラマ『ザ・ワイドショー』では後半に物語の鍵を握る役どころで出演。
電波子7号
性転換女優、一城なな。
電波子12号
石川千愛。1976年4月17日生まれ。同番組内オーディションでソニー・ミュージックエンタテインメントにスカウトされる。
ブティックちぁい名義で、コスプレ衣装デザイナーのカリスマとして、フジテレビのバラエティ番組『エイコーさん』に出演。有名ゲームやアニメ関連の番組でコスプレ衣装を多く製作している。
電波子15号
盛由子（盛ユウコ）。以前はアマチュアバンド「使用済みパンティーズ」のメンバー、タンバリンダとして活動し、『三宅裕司のいかすバンド天国』に出場経験があった。後にプロダクション人力舎のお笑いユニット「FOF」のメンバーを経て、現在はタレントや女優、オカルト体操等、オカルトで身体表現している芸人。ファミリー劇場緊急検証シリーズに出演。
電波子17号
1976年9月4日生まれ。テレビドラマ『幽霊女子高生』、映画『麗霆゛子 レディース!!』などに出演。スターダストプロモーションに所属していた。引退後は一般人男性と結婚し、3男1女をもうける。2018年3月にTBS系列『ビビット』などワイドショーで20歳年下の大学生と駆け落ちした問題が報じられた。当初は元アイドルの41歳女性とのみ報じられていたが、のちに電波子17号と確定した。
電波子18号
本名「安達一恵」。1978年2月2日生まれ。血液型はA型。身長151cm。スリーサイズは、B81 W57 H83。いわゆる児童ポルノ法が未施行であった当時、現役女子高生でありながらタイトル通りの年齢時にヘアヌード写真集『じゅうななさいっ!』を出版。当時のヘアヌード全盛期で現役女子高生と年齢という話題性では、多くのヘアヌード写真集の一つという状況であったが、現状では出版不可でもあり写真集は貴重なもので、プレミアがつく取引になっている。「電波子になったけど事務所が何もしてくれないから目立つためにヌードになった」とは彼女の弁、2冊目のヌード写真集出版の際には写真週刊誌で電波少年における電波子達の扱いの酷さを暴露した。 その他では橋本治原作小説のビデオ化である桃尻娘に出演した。
電波子21号
別名：雷 波子（いかづち なみこ）、NAMIKO。本名：草野 美幸。1971年12月4日生まれ、福島県出身。武蔵野美術短大卒。1994年に鶴久政治とのデュエット曲「シンネコしましょう」をMASAHARU & NAMIKOとしてリリース。1995年には雷波子名義で「人生だるまさん」をリリース。2曲とも「電波少年」エンディングテーマとなった。スリースタープロに所属していた。